# 佐多宗二
佐多 宗二（さた そうじ、1921年（大正10年）8月2日 - 1996年（平成8年）11月10日）は、日本の政治家。全国商工会連合会会長、参議院議員（1期）。

## 来歴
鹿児島県揖宿郡頴娃村（頴娃町を経て現南九州市）出身。1936年（昭和11年）松原高等小学校を卒業。酒造業、製飴業などを経て、1948年（昭和23年）に酒造業を法人化し有限会社佐多宗二商店を設立。
1955年（昭和30年）鹿児島県議会議員に初当選し、1975年（昭和50年）まで務め、県議会議長にも就任。田中角栄から声が掛かった事がきっかけで、1975年（昭和50年）自由民主党参議院議員に当選。1982年（昭和57年）全国商工会連合会会長に就任。
1985年（昭和60年）春の褒章で藍綬褒章受章。
1992年（平成4年）春の叙勲で勲三等旭日中綬章。
1996年（平成8年）11月10日、心不全のため鹿児島県鹿児島市の別宅で死去、75歳。死没日をもって正五位に叙される。